# Effrosyni Sfyri
Effrosyni „Efi“ Sfyri (griechisch Ευφροσύνη „Έφη“ Σφυρή, * 8. Januar 1971 in Athen) ist eine ehemalige griechische Volleyball- und Beachvolleyballspielerin. Sie wurde mehrfach sowohl in der Halle als auch im Sand Meisterin ihres Heimatlandes und gewann 2001 die Beachvolleyball-Europameisterschaft.

## Karriere

### Karriere Halle
Die in der griechischen Hauptstadt geborene Athletin spielte in der Saison 1982/83 für Artemis Korydallos zum ersten Mal in der Halle. 1990 gehörte sie zu der Nationalmannschaft der unter Zwanzigjährigen, die Zehnte bei den europäischen Titelkämpfen wurde. Im gleichen Jahr gewann sie ihren ersten Landesmeistertitel mit Panathinaikos Athen. Der Hauptstadtclub konnte in den folgenden drei Spielzeiten seinen Titel verteidigen und wurde 1993 und 1994  griechischer Vizemeister. Nach einer Pause von vier Jahren, in der sie sich hauptsächlich auf den Sport im Sand konzentrierte, stand die Mittelblockerin in der Saison 1999/2000 ein letztes Mal im Kader von Panathinaikos und gewann mit dem Verein zum fünften Mal die griechische Meisterschaft. In der gleichen Spielzeit stand die Mannschaft in der Vorschlussrunde des Landespokals und im Finale des Europapokals der Pokalsieger. Anschließend beendete Effrosyni Sfyri ihre Hallenkarriere.

### Karriere Beach
Nach drei griechischen Meisterschaften in den Jahren 1995, 1997 und 1998 mit ihrer Partnerin Vassiliki Karadassiou gelang der und Efi Sfyri ein erster nennenswerter internationaler Erfolg mit dem 9. Platz bei einem FIVB-Turnier 1998. 1999 erreichten die beiden die gleiche Platzierung bei der Europameisterschaft. Bei den Olympischen Sommerspielen 2000 belegten sie mit nur einem Sieg den 17. Platz. Ein Jahr später gewannen sie ihren vierten Landesmeistertitel und die Europameisterschaft in Venedig. Im gleichen Jahr war bei der Weltmeisterschaft in Klagenfurt erst im Achtelfinale Endstation. 2002 konnten Sfyri/Karadassiou den dritten Platz beim FIVB-Turnier im eigenen Land auf Rhodos erringen. Eine Saison später kam die fünfte griechische Meisterschaft dazu. Bei den Europameisterschaften 2003 und 2004 konnten die beiden den Erfolg von 2001 nicht wiederholen und wurden Fünfte. Bei den Olympischen Sommerspielen 2004 im eigenen Land überstanden die Griechinnen die Vorrunde, scheiterten aber wie bei der WM 2001 im Achtelfinale. Auf ihrem letzten gemeinsamen Turnier, den Turkish Open 2005, belegten Karadassiou/Sfyri den fünften Platz. Anschließend beendete Sfyri ihre Karriere.